# Ð
La letra Ð ð, llamada eth, eð, edh, ed o edd (en feroés), se emplea habitualmente para transcribir una consonante fricativa dental sonora th (como en las palabras inglesas them o that ). La minúscula tiene la forma de la D en la antigua escritura uncial con una barra transversal. Su contraparte consonántica sorda es la letra Þ (thorn).
Caracteriza a las antiguas lenguas nórdicas. Aún está presente en los alfabetos islandés y feroés. En islandés representa una dental fricativa sonora, aunque se pronuncia de forma sorda siempre que la letra no va seguida de vocal: eþ. En feroés no se pronuncia (a excepción de ð delante de r en la que se pronuncia como [g] en unas pocas palabras) pero se mantiene por razones etimológicas.
También empleada antiguamente para escribir el antiguo inglés, que la tomó del antiguo irlandés o del antiguo nórdico. En inglés puede representar una dental fricativa sorda o sonora, ambos sonidos también representados por Þ. En inglés medio, debido a la influencia de los normandos, se sustituyó por th.
También se emplea en el Alfabeto fonético internacional para transcribir la consonante fricativa dental sonora. Es además un carácter frecuente en la transcripción de lenguas germánicas.

## Codificación digital
En Unicode, la mayúscula Ð está codificada en U+00D0 y la minúscula ð está codificada en U+00F0.
| Carácter      | Ð                        | Ð                        | ð                      | ð                      |
| ------------- | ------------------------ | ------------------------ | ---------------------- | ---------------------- |
| Unicode       | LATIN CAPITAL LETTER ETH | LATIN CAPITAL LETTER ETH | LATIN SMALL LETTER ETH | LATIN SMALL LETTER ETH |
| Codificación  | decimal                  | hex                      | decimal                | hex                    |
| Unicode       | 208                      | U+00D0                   | 240                    | U+00F0                 |
| UTF-8         | 195 144                  | C3 90                    | 195 176                | C3 B0                  |
| Ref. numérica | &#208;                   | &#xD0;                   | &#240;                 | &#xF0;                 |
| Ref. entidad  | &ETH;                    | &ETH;                    | &eth;                  | &eth;                  |